# PRLHR
PRLHR (англ. Prolactin releasing hormone receptor) – білок, який кодується однойменним геном, розташованим у людей на короткому плечі 10-ї хромосоми. Довжина поліпептидного ланцюга білка становить 370 амінокислот, а молекулярна маса — 41 121.
| 10         |  | 20         |  | 30         |  | 40         |  | 50         |
| ---------- |  | ---------- |  | ---------- |  | ---------- |  | ---------- |
| MASSTTRGPR |  | VSDLFSGLPP |  | AVTTPANQSA |  | EASAGNGSVA |  | GADAPAVTPF |
| QSLQLVHQLK |  | GLIVLLYSVV |  | VVVGLVGNCL |  | LVLVIARVRR |  | LHNVTNFLIG |
| NLALSDVLMC |  | TACVPLTLAY |  | AFEPRGWVFG |  | GGLCHLVFFL |  | QPVTVYVSVF |
| TLTTIAVDRY |  | VVLVHPLRRR |  | ISLRLSAYAV |  | LAIWALSAVL |  | ALPAAVHTYH |
| VELKPHDVRL |  | CEEFWGSQER |  | QRQLYAWGLL |  | LVTYLLPLLV |  | ILLSYVRVSV |
| KLRNRVVPGC |  | VTQSQADWDR |  | ARRRRTFCLL |  | VVIVVVFAVC |  | WLPLHVFNLL |
| RDLDPHAIDP |  | YAFGLVQLLC |  | HWLAMSSACY |  | NPFIYAWLHD |  | SFREELRKLL |
| VAWPRKIAPH |  | GQNMTVSVVI |  |            |  |            |  |            |

A: Аланін

C: Цистеїн

D: Аспарагінова кислота

E: Глутамінова кислота

F: Фенілаланін

G: Гліцин

H: Гістидин

I: Ізолейцин

K: Лізин

L: Лейцин

M: Метіонін

N: Аспарагін

P: Пролін

Q: Глутамін

R: Аргінін

S: Серин

T: Треонін

V: Валін

W: Триптофан

Кодований геном білок за функціями належить до рецепторів, g-білокспряжених рецепторів, білків внутрішньоклітинного сигналінгу. 
Локалізований у клітинній мембрані, мембрані.